# 慰安婦之碑
慰安婦之碑，是與日本軍的從軍慰安婦有關石碑與塑像，分別在日本、大韓民国、美国等地有所設置。

## 概要

### 設置的目的與推進團體
設置的目的主要是對於慰安婦的追悼，反对战争及战争中对女性人权的迫害。亦被日本右翼指為中韓兩國的反日行動。
推進團體的主體是，美國國內韓裔與華裔的民間團體、韓國境內則是韓國挺身隊問題對策協議會、澳洲則是由澳中韓反日戰罪聯合會領導，在日本則由左翼團體「針對婦女的戰爭與暴力」研究行動中心領導的組織。從2008年9月在沖繩縣宮古島上設立石碑開始，韓國和美國已經安裝了石碑和雕像，美國各地的安裝工作也在進行中。

## 美利堅合眾國國內的慰安婦之碑

### 美國的「慰安婦之碑」與慰安婦塑像像的設置状況
- 2010.10：新泽西州 博根縣 パリセイズ･パーク - 公立図書館脇　慰安婦碑
- 2012.6：纽约州 納蘇縣 (紐約州) - アイゼンハワー公園内の退役軍人記念園　慰安婦碑
- 2012.12：加利福尼亚州 橙縣 (加利福尼亞州) 加登格羅夫 (加利福尼亞州) - ショッピングモール前　慰安婦碑
- 2013.3：：新泽西州 博根縣 哈肯萨克 (新泽西州) - 裁判所脇　慰安婦碑
- 2013.7：加利福尼亚州 洛杉矶县 格倫代爾 (加利福尼亞州) - 公園　（慰安婦像）
- 2014.1：纽约州 納蘇縣 (紐約州)- アイゼンハワー公園内の退役軍人記念園　慰安婦碑　＜2012年に建てた慰安婦碑の左右2カ所に追加＞
- 2014.5：弗吉尼亚州 費爾法克斯縣 (維吉尼亞州) - 郡庁敷地内　慰安婦碑
- 2014.：新泽西州哈德遜縣 友聯市 - リバティプラザ市立公園　慰安婦碑
- 2014.8：密歇根州 底特律 - 韓国人文化会館前庭　（慰安婦像）
- 2014.10（預定）：加利福尼亚州 橙縣 (加利福尼亞州) フラートン - 博物館　（慰安婦像）

## 大韓民國設置的慰安婦之碑
韓国設置碑文是從在日本大使館前的慰安婦塑像被設置後而開始。

### 慰安婦像的設置（除幕）状況
- 2011年12月14日：韓国 首爾（日本大使館前）
- 2013年2月28日：韓国 京畿道 高陽市（湖水（ホス）公園内の「高陽市600年館」）
- 2013年4月6日：慶尚南道 統営市（南望山彫刻公園）
- 2014年1月17日：韓国 慶尚南道 巨済市（巨済文化芸術会館前の公園）
- 2014年4月15日：韓国 京畿道 城南市（市庁広場）
- 2014年5月3日：韓国 京畿道 水原市（水原オリンピック公園）

## 在日本設置的慰安婦之碑

### 千葉縣鴨川市
碑文

### 千葉県館山市
元慰安婦的城田すず子晩年住在千葉県 館山市の的人保護長期収容施設「かにた婦人の村」。1985年，「噫従軍慰安婦」字樣被刻成石碑，立於此。

## 慰安婦記念館

### 日本「女性們的戰爭與平和資料館」
2005年8月，位於東京都新宿區西早稻田某建築物內的一室開館，館名稱為「女たちの戦争と平和資料館」，裡面主要敘述戰前日本軍隊的慰安婦在戰時的情況。

### 中國大陸的「中国慰安婦記念館」
2003年，北朝鲜籍慰安妇朴永心在南京指认出利济巷慰安所旧址。2005年6月，『上海日軍慰安所實錄』發行出刊，上海師範大學「中国慰安婦問題研究中心」所長蘇智良提出訴求要設立中国慰安婦記念館。這個訴求在2007年7月5日得到回應，中国慰安妇资料馆在上海师范大学開館。而南京的利济巷慰安所旧址在2004年面临拆迁、2008年失火的命运后，又沦为垃圾场，导致房顶、窗户不存，最终在2015年完成修缮，于12月1日以“南京利济巷慰安所旧址陈列馆”之名，开馆运行。

### 韓國的「戰爭與女性的人權博物館」
2012年5月5日，位於首爾市西大門區的「戰爭與女性的人權博物館」開館，總耗資35億韓圜建設，展示著日本軍慰安婦問題。日本方面，也與日本建設委員會、多數的運動團體與研究者呼籲、自治勞動團體、JR總連、NTT勞動組合大阪支部等團體共同合作，這些日本團體都有寄付（捐贈）。

### 臺灣的「慰安婦紀念館」
2015年6月3日，馬英九總統在出席玉山科技協會所舉辦的紀念抗戰勝利七十週年-名家論壇致詞上說，馬總統宣布在2015年10月25日的光復節，台灣將成立臺灣第一座慰安婦紀念館。

## 腳註

### 出典
1. ↑  . SAPIO (NEWSポストセブン). 2012-02-21, (2012年2月22日号)  [2017-08-10]. （原始内容存档于2017-08-09） （日语）.
2. 1 2  . MSN産経ニュース (産経新聞). 2013-12-29  [2014-04-15]. （原始内容存档于2014-03-01）.
3. ↑  聯合報

## 關聯項目
- 日本の慰安婦
- 慰安婦像撤去運動
- 城田すず子（元日本人慰安婦）
- 河野談話 - 慰安婦の募集に一部官憲が加担したことを認めた談話。
- 吉田清治 - 『私の戦争犯罪』とういう著書の中で、自身が日本の軍隊で慰安婦を強制連行したとした人。
- 美軍慰安婦
- 歴史追求の真実を求める世界連合会
- 「日本海」表記に対する韓国側の国際抗議活動
- 韓裔美國人
- 日裔美國人

## 外部連結
- I'm The Evidence（私が証拠） （页面存档备份，存于） 大韓民国 女性家族部
- 日本政府對於慰安婦問題的施行政策 （页面存档备份，存于） 日本国 外務省